# Vývoj osobnosti
Termín vývoj osobnosti zahrnuje dynamickou konstrukci a dekonstrukci určitých integračních charakteristik, které odlišují jednotlivce z hlediska mezilidských behaviorálních rysů. Rozvoj osobnosti se u daného jedince neustále proměňuje, podléhá různým faktorům a kritickým zkušenostem.
Na rozvoj osobnosti lze pohlížet jako na kontinuum s proměnlivými stupni intenzity a změn. Má subjektivní povahu, protože jeho konceptualizace je zakořeněna ve společenských normách očekávaného chování, sebevyjádření a osobního růstu.
Dominantní hledisko v psychologii osobnosti tvrdí, že osobnost se objevuje velmi brzy v životě jedince a nadále se vyvíjí až do smrti. Předpokládá se, že osobnostní rysy dospělých mají základ již v temperamentu nemluvněte, tedy že individuální rozdíly v povaze a chování se objevují již na samém počátku života. Potenciálně tedy ještě dříve, než se vyvine jazyk vědomé sebereprezentace. Dimenze tohoto dětského temperamentu mapuje např. Pětifaktorový model osobnosti, který se zaměřuje na pět stanovených rysů osobnosti – neuroticismus, extraverze, otevřenost vůči zkušenosti, vstřícnost a svědomitost.

## Teorie
Rozvoj osobnosti se snaží vysvětlit různé teorie osobnosti. Zde jsou některé z nich.

### Psychoanalytická teorie
Psychoanalytickou teorii osobnosti vyvinul již samotný zakladatel psychoanalýzy Sigmund Freud. Podle něj osobnost tvoří tři složky, id, ego a superego. Každá z těchto tří vlastností ovládá svou vlastní část psychiky. Osobnost je rozvíjena těmito třemi vlastnostmi a jejich vzájemnými konflikty. Freud a jeho následovníci se v protikladu s dnešními převládajícími názory domnívali, že formování osobnosti končí v mladé dospělosti.

### Osobnostní rysy
Teorie osobnostních rysů patří mezi hlavní přístupy ve studiu osobnosti. Podle těchto teorií je osobnost tvořena rysy, vlastnostmi. Ty lze popsat jako vzorce chování, myšlení nebo emocí. Mezi některé běžně přijímané teorie rysů patří zejména osobnostní rysy velké pětky (Big Five) a model osobnostní struktury HEXACO. Obecně platí, že jakýkoli daný osobnostní rys je u jedince patrný i při opětovném otestování po několika letech. Rysy osobnosti mají tendenci být stabilnější po období mladé dospělosti. Určité změny v těchto rysech také často sledují některé trendy spojené s určitým věkem, například rys Poctivost-Pokora (v modelu HEXACO) se obvykle během dospívání snižuje, aby pak s rostoucím věkem zase stabilně stoupal. Svědomitost (HEXACO i Big Five) se zase obecně zvyšuje s věkem, nicméně úroveň fasetového perfekcionismu zůstává poměrně konzistentní. 

### Sociálně-kognitivní teorie
Sociálně-kognitivní teorie osobnosti nahlíží na rozvoj osobnosti zejména z hlediska recipročního interakcionismu. Jedná se o perspektivu, která považuje vztah "člověk-společnost" za interaktivní systém, který zásadně definuje a utváří osobní rozvoj jedince. Osobní interakce jedince s ostatními osobami, společností a také přírodou vytváří zkušenosti, ve kterých se organizuje sebe-identifikace ve vztahu k sociálnímu prostředí. Jinými slovy, rysy osobnosti jsou v této teorii funkcí komplexních kognitivních strategií, které jedinec používá k efektivnímu manévrování v sociálních situacích. Podle této sociálně-kognitivní perspektivy jsou navíc kognitivní procesy ústřední pro jedincovo jedinečné vyjádření osobnostních rysů a afektivních procesů. Jedinec prostřednictvím kognitivních mechanismů a sociálních kompetencí interpretuje kontextuální situace, aby odvodil svá přesvědčení, jimiž řídí své myšlenky a chování. Tímto způsobem rozvíjí trvalý vzor osobnostních rysů.

### Evoluční teorie
Evoluční teorie vývoje osobnosti je primárně založena na evolučním procesu přirozeného výběru. Z hlediska této perspektivy vyústila evoluce v různé variace lidské mysli. Přirozený výběr pak zdokonalil tyto variace na základě jejich přínosu pro člověka. Vzhledem ke komplexitě člověka se přitom ukazuje, že mnoho protichůdných osobnostních rysů může být prospěšných různými způsoby. Počáteční primitivní lidé byli podle této teorie díky kmenové kultuře převážně kolektivisté, jednotlivé osobnosti členů kmene si tudíž byly velmi podobné. Teprve až dělba práce vyústila v diferenciaci osobnostních rysů za účelem dosažení vyšší efektivity. Diferenciace v osobnostních rysech pak zvýšila funkčnost, a proto se díky přirozenému výběru stala adaptivní. Lidé nadále pokračovali v rozvoji osobnosti a individuality prostřednictvím evoluce.

### Celoživotní rozvoj
Klasické teorie osobnosti, včetně Freudovy tripartitní teorie (id, ego, superego) a post-freudovské teorie (teorie vývojových stádií a teorie typů), naznačují, že většina osobnostního vývoje nastane v dětství a stabilizuje se na konci dospívání. Nicméně v současnější výzkumné literatuře, která propojuje teorii s empirickými zjištěními, naopak dominuje perspektiva celoživotního rozvoje jedinců. Celoživotní perspektivy osobnosti jsou založeny na principu plasticity, tedy principu, že osobnostní rysy jsou otevřenými systémy, které mohou být ovlivněny prostředím v jakémkoli věku. Rozsáhlé dlouhodobé studie prokázaly, že nejaktivnější období rozvoje osobnosti se zdá být mezi 20. a 40. rokem života. Přestože osobnost roste stále více v souladu s věkem a obvykle se ustálí kolem 50 let, osobnost nikdy nedosáhne období úplné stability.

### Humanistický přístup
Humanistická psychologie zdůrazňuje individuální volby jakožto dobrovolné činy, které v konečném důsledku určují osobní rozvoj. Ačkoli jsou i zde individuální osobnostní rysy pro integrované já zásadní, jsou přece jen pouhými částmi, které tvoří větší celek pozorovatelných lidských zkušeností. Rozvoj osobnosti je tudíž pojímán jako cílevědomé jednání zaměřené na zvládnutí svobodné volby. Než aby humanistická psychologie rozčleňovala prvky osobnostních rysů (pocity, myšlenky, chování), spíše tyto prvky integruje jakožto funkce bytí v širších obsažných systémech (společnosti, kultury, mezilidské vztahy). V důsledku toho je rozvoj osobnosti vystaven posunům v osobním významu a v individuálních cílech dosažení ideálního já.

### Alternativní teorie
Existují také alternativní pohledy na rozvoj osobnosti, které nejsou v odborné komunitě rozšířené nebo všeobecně přijímané. Jednou z nich je například teorie pozitivní dezintegrace Kazimierze Dąbrowskeho, jejímž základem je tvrzení, že osobnost není něco automaticky daného všem lidem. Osoby sice mají individualitu, postrádají však jistou míru vlastní vůle ve svém jednání, jinými slovy autenticitu. Pouze někteří jedinci si nakonec osobnost vytvoří vědomě a cíleně v pozdějších fázích života, a to zejména působením náročných situací, nadání a vysoké citlivosti.

## Ovlivňující faktory
Osobnostní rysy vykazují mírnou úroveň kontinuity, menší (leč stále významné) změny na normativní či průměrné úrovni a individuální rozdíly ve změnách, často později v průběhu života. Tento vzorec je ovlivněn genetickými, environmentálními, transakčními a stochastickými faktory. 

### Genetika
Genetika může mít vliv na rozvoj osobnosti jedince. Geny se předávají z jedné generace na druhou a obsahují vlastnosti jedincova bytí. Osobnost může být ovlivněna mnoha geny, jež působí společně. Behaviorální genetika se zde opírá o výsledky studií o adoptovaných dětech a o dvojčatech.
Studie o adopci: Genetika příliš nekoreluje s adoptivními rodinami a jejich osobnostmi. Byly provedeny studie, které srovnávaly adoptivní sourozence v rodině s těmi, kteří byli biologickými sourozenci. Mezi osobnostmi biologických sourozenců a ostatních členů rodiny byla nalezena korelace p=0,05. Adoptivní sourozenci měli korelaci p=0,04 mezi jejich osobností a osobnostmi ostatních členů rodiny. Tento typ studií tedy ukazuje, že neexistují žádné podpůrné důkazy pro genetické rozdíly v osobnosti ve vztahu ke společnému prostředí. Podobné korelace byly asociovány u rodičů a jejich adoptivních dětí ve srovnání s jejich biologickými dětmi.
Studie dvojčat: Genetika by podle tohoto typu studií mohla mít vliv na dvojčata. Tyto studie ukázaly, že osobnosti jednovaječných dvojčat jsou si podobnější než osobnosti neidentických dvojčat. Jednovaječná dvojčata mají korelaci kolem 40 %. Rozdíly v pohlaví přitom neprokázaly nějaký vliv na dědičnost genů nebo na individuální osobnost. 
Studie dvojčat a studie adopce demonstrovaly, že dědičnost osobnostních rysů se pohybuje v rozmezí od 0,3 do 0,6 s průměrem 0,5. To naznačuje, že 50 % variací v pozorovatelných osobnostních rysech lze připsat genetickým vlivům. Naproti tomu rodinné a adopční studie prokázaly nízký faktor dědičnosti. IAT (implicitní asociační test) provedený na německých ženách zjistil souvislost mezi specifickými neurotransmitery a predispozicí k určitým osobnostním rysům, jako je úzkost nebo extraverze. Po odstranění účinků genetické podobnosti se děti ze stejné rodiny často nejeví výrazně podobnější než náhodně vybraní cizinci. Přesto osobnost identických dvojčat vychovávaných odděleně vykazuje téměř stejnou podobnost v osobnosti jako u identických dvojčat vychovávaných společně. Tato zjištění naznačují, že sdílené rodinné prostředí nemá prakticky žádný vliv na vývoj osobnosti a že podobnost mezi příbuznými je téměř výhradně dána sdílenou genetikou.

### Environmentální faktory
Slabost sdílených environmentálních efektů na utváření osobnosti překvapila mnoho psychologů a podnítila výzkum tzv. "nesdílených environmentálních efektů", tedy environmentálních vlivů, které odlišují jednoho sourozence od druhého. Za toto nesdílené prostředí můžeme považovat rozdílné zacházení ze strany rodičů, individuálně odlišné reakce na sdílené rodinné prostředí, vlivy odlišných vrstevníků daných sourozenců a jejich zkušenosti mimo rodinu. U již dospělých osob může nesdílené prostředí zahrnovat také jedinečné role a prostředí zažívané po opuštění jejich původních rodin. Další vlivy prostředí v dospělosti demonstrují některé výzkumy, které naznačují, že se změnou osobnosti souvisí různé pracovní, manželské a rodinné zkušenosti. Tyto účinky podporuje výzkum zahrnující dopad velkých pozitivních a negativních životních událostí na osobnost. 

#### Rodinné a dětské zkušenosti
Rodinné a dětské zkušenosti mohou mít významný vliv na jedincův rozvoj osobnosti. Zde je několik způsobů, jak mohou rodinné a dětské zkušenosti ovlivňovat vývoj osobnosti:
1. Styl attachmentu (připoutání): zpravidla nepřekládaný anglický termín "attachment" označuje citové vazby, které si dítě vyvine se svým primárním pečovatelem. Kvalita této vazby může zásadně ovlivnit vývoj jedincovy osobnosti. Například ti jedinci, kteří si vypěstují bezpečný styl attachmentu, budou mít pravděpodobněji pozitivní vztahy s ostatními, zatímco ti, kteří si vypěstují nejistý styl, mohou mít s větší pravděpodobností problémy se vztahy. [23]
2. Rodičovský styl: Rodičovský styl se týká způsobu, jakým rodiče komunikují se svými dětmi. Různé výchovné styly mohou mít různý vliv na rozvoj osobnosti jedince. Například autoritářští rodiče, kteří jsou vysoce kontrolující a nároční, mohou vychovat jedince, kteří jsou méně nezávislí a méně sebevědomí. Naopak autoritativní rodiče, kteří jsou vřelí a podporující a zároveň stanovují jasná očekávání a limity, mohou vychovat jedince, kteří jsou sebevědomější a mají lepší sociální dovednosti.[24]
3. Rodinná dynamika: Rodinná dynamikou se myslí například úroveň konfliktů, soudržnosti a komunikace v rámci rodiny. Například jedinci, kteří vyrůstají v rodinách s vysokou mírou konfliktů, mohou častěji pociťovat úzkost a deprese, zatímco ti, kteří vyrůstají v rodinách s podpůrnými a pečujícími vztahy, mohou být odolnější a lépe zvládat stres.[25]
4. Trauma a nepřízeň osudu: Dětské zkušenosti s traumatem, jako je zneužívání, zanedbávání nebo vystavení násilí, mohou mít zásadní dlouhodobé účinky na rozvoj osobnosti. Jedinci, kteří zažijí trauma, mohou mít větší pravděpodobnost problémů s duševním zdravím, jako je úzkost a deprese, a mohou také mít obtíž se vztahy a důvěrou.[26]
5. Kulturní a socioekonomické zázemí: Kulturní a socioekonomické zázemí může také ovlivnit rozvoj osobnosti. Například jedinci z kolektivistických kultur, které zdůrazňují důležitost skupinové harmonie a vzájemné závislosti, mohou mít odlišné osobnostní rysy než jedinci z individualistických kultur, které kladou důraz na nezávislost a seberealizaci. Podobně mohou jedinci z nízkopříjmového prostředí častěji zažívat stres a nepřízeň osudu, což může ovlivnit jejich osobnostní vývoj. [27]

Obecně lze shrnout, že rodinné a dětské zkušenosti hrají v rozvoji osobnosti zásadní roli. Pochopení dopadu těchto zkušeností je zásadní pro podporu zdravého vývoje a poskytnutí podpory jedincům, kteří mohli zažít trauma nebo nepřízeň osudu. 

#### Vtahy s vrstevníky
Vrstevnické vztahy mohou mít podobně jako rodina významný vliv na rozvoj osobnosti jedince. Mají se zde na mysli interakce a sociální vazby, které má jedinec se svými vrstevníky (přátelé, spolužáci a známí. Zde je několik způsobů, jak mohou vztahy s vrstevníky ovlivnit vývoj osobnosti:
1. Socializace: Vrstevnické vztahy poskytují příležitosti k socializaci, která je procesem učení a internalizace společenských norem, hodnot a očekávání. Prostřednictvím interakcí s vrstevníky se jednotlivec učí, jak se chovat v sociálních situacích, rozvíjí komunikační a vyjednávací dovednosti a také se učí regulovat své emoce a chování způsoby, které jsou přijatelné pro ostatní. [29]
2. Formování identity: Vrstevnické vztahy mohou ovlivnit také vývoj identity jedince. Zejména pak dospívání je obdobím, kdy se jednotlivec snaží definovat, kým je a co zastává. Prostřednictvím interakcí se svými vrstevníky může zkoumat různé aspekty sebe sama a rozvíjet svůj smysl pro identitu.[30]
3. Podstupování rizik: Vztahy s vrstevníky mohou ovlivnit také rizikové chování. U adolescentů, jejichž vrstevníci jsou zapojeni do rizikového chování (užívání drog, delikvence), existuje větší pravděpodobnost, že se do tohoto chování sami zapojí. Na druhou stranu to obdobně platí o vrstevnících, kteří se naopak zabývají prosociálním chováním (dobrovolnictví, akademické úspěchy). [31]

### Genově-environmentální interakce
Kulminace výzkumu naznačuje, že k rozvoji osobnosti dochází ve vztahu k jedincově genetice, k jedincově prostředí a k interakci mezi jedincovou genetikou a prostředím. Tzv. korespondující princip rozvoje osobnosti tvrdí, že „životní zkušenosti mohou zdůrazňovat a posilovat osobnostní charakteristiky, které byly jako první částečně zodpovědné za konkrétní environmentální elicitace“. Tento princip ilustruje, jak interakce mezi geny a prostředím udržují a posilují osobnost po celý život jedince. Popisuje tři hlavní typy interakcí mezi geny a prostředím: aktivní interakce (proces, kterým jedinci s určitými genotypy vybírají a vytvářejí prostředí, která usnadňují vyjádření těchto genotypů), pasivní interakce (proces, kterým genetičtí rodiče poskytují jedinci jak geny, tak i rané environmentální vlivy, které přispívají k rozvoji jeho vlastností) a reaktivní interakce (proces, kterým osoby mimo rodinu reagují charakteristickými způsoby na jedincovo chování produkované jeho genotypem).
Příkladem toho, jak může prostředí zmírňovat vyjádření genů, je zjištění Heath, Eaves a Martin (1998). Dle této studie bylo manželství ochranným faktorem proti depresi u zkoumaných jednovaječných dvojčat. Dědičnost deprese byla nízká až 29 % u sezdaného dvojčete a až 51 % u nesezdaného dvojčete.